# Oldau
Oldau ist ein Ortsteil in der Gemeinde Hambühren im niedersächsischen Landkreis Celle. 2022 hatte der Ortsteil 1160 Einwohner.

## Geographie
Oldau liegt etwa 10 Kilometer nordwestlich von Celle am südlichen Ufer der Aller und liegt in den südlichen Ausläufern der Lüneburger Heide. Die L 298 führt von Hambühren nach Winsen (Aller).

## Geschichte
Erwähnt wurde Oldau erstmals 1378 als Oldowe (alte Aue) auf einer Steuerliste erwähnt. Ab 1900 wurde hier Kalisalz abgebaut. Der Kalibergbau wurde mit dem Bahnhof Oldau (erbaut 1903) an das Bahnnetz der Bahnstrecke Celle–Wahnebergen (Allertalbahn) angeschlossen.
1908 wurde für das Bergwerk ein Kohlekraftwerk errichtet.
In den Jahren 1909 und 1910 wurde das Wasserkraftwerk Oldau mit mehreren Francis-Turbinen errichtet. Die Leistung wurde von 300 kW auf 4000 kW ausgebaut. Kalibergwerk und Kohlekraftwerk wurden in den 1930er Jahren geschlossen. 1971 wurde der geschlossene Bahnhof abgerissen. Das Wasserkraftwerk wurde 1972 stillgelegt, der Betrieb wurde aber 1983 wieder aufgenommen.

## Kultur
In der Liste der Baudenkmale in Hambühren sind für Oldau 12 Baudenkmale aufgeführt.